# Bombilla

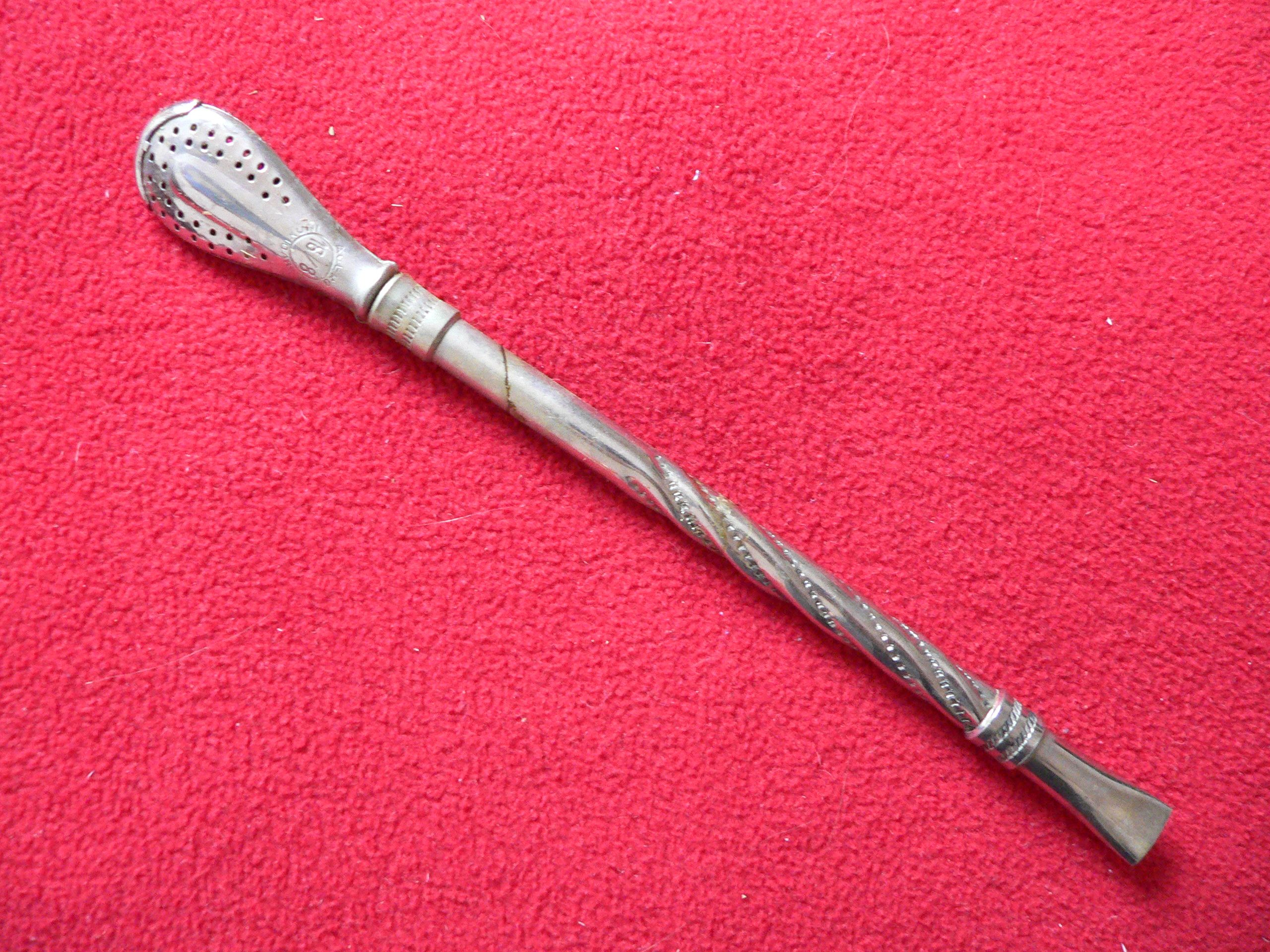
Bombilla

La bombilla è una cannuccia in metallo utilizzata in molti paesi del sud e centro America per bere il mate o tererè da un apposito contenitore in cui viene miscelata l'erba mate e acqua calda oppure fredda. Ha un gambo che termina con una testa bombata bucata da minuscoli fori che filtrano la bevanda facendo passare la parte liquida e trattenendo le particelle solide.